# Stazione di Fusine in Valromana
La stazione di Fusine in Valromana era una fermata ferroviaria in provincia di Udine, posta sulla ex linea ferroviaria internazionale Tarvisio-Lubiana. Serviva Fusine in Valromana, frazione di Tarvisio.

## Storia
La fermata fu inaugurata insieme alla linea il 14 dicembre 1870 e rimase attiva fino al 14 agosto 1967.